# Марсу нужны любовники
Марсу нужны любовники (ранее Mars Needs Lovers) — российская группа, играющая в стилях инди-рок и инди-поп.

## История группы
Группа Mars Needs Lovers образовалась в Перми в 2008 году в виде электронного дуэта Ивана Старцева и Сергея Кузнецова. В начале своей карьеры дуэт занимался танцевальной музыкой, а также созданием ремиксов и аранжировок. Стартовые релизы, записанные в стиле techno и progressive house, издавались на крупных европейских и американских лейблах (Armada Music и Black Hole Recordings) и были поддержаны ведущими диджеями мира. Однако позже дуэт решил сменить направление в сторону indie-музыки.
В 2011 году группа совершает тур с группой Сансара, участвует в живых выступлениях группы «Горностай» под управлением Ильи Лагутенко. Вместе с Сансарой «Марсы» побывали в гостях у Михаила Козырева на телеканале «Дождь», выступили на фестивалях Пикник «Афиши» (Москва), Manka Fest (Таллинн), «Катись Квадрат 2» (Тюмень), 25-летии свердловского рок-клуба (Екатеринбург) и на открытии Mumiy Troll Music Bar во Владивостоке.
В этом же году коллектив выпускает макси-сингл «Альпы Пальмы», в который вошли 16 вариаций одноименной композиции, исполненной дуэтом с Ильей Лагутенко.
В 2012 году в Mars Needs Lovers вливаются вокалист Андрей Чураков (Екатеринбург) и барабанщик Иван Данченко, проект становится полностью русскоязычным. В этот момент принимается решение сменить официальное название группы на Марсу Нужны Любовники. Группа приступает к записи первого полноценного альбома «Цветное Всё», параллельно продолжая концертную деятельность.
В 2012 году выходит первый сингл «Хорошо в Риге», в 2013 году — второй сингл «Космос 1». 14 февраля 2014 состоялся релиз дебютного альбома группы «Цветное всё». Интервью в связи с премьерой альбома было опубликовано на интернет-площадке журнала Афиша «Афиша-Волна», а сам альбом выпущен компанией «Первое музыкальное издательство». В конце года группа выпустила сингл «Застелю цветами», который завершил историю альбома.
2015 год группа начала с выпуска сингла «Ветер сдувает с крыш», клип на одноименную композицию впервые был показан на телеканале «MTV Россия». Вслед за выходом сингла последовал концертный тур в поддержку второго альбома «Ткань». Релиз альбома состоялся 20 апреля 2015 на лейбле «Up! Up! Up! Music», в пластинку вошли 9 новых композиций группы. Альбом достиг второго места в чарте альтернативной музыки сервиса iTunes. Весной того же года коллектив поучаствовал в записи песни группы Мумий Тролль «Кто будет спасать рок-н-ролл». В июне, при поддержке компании «Aviasales», прошли съемки видео на композицию «Её глаза» в Таиланде, клип был представлен осенью на музыкальных телеканалах России, стран СНГ и Прибалтики. Также были выпущены синглы «Её глаза» и «Калиформисс».
2016 год группа Марсу Нужны Любовники начала с концертного тура, состоящего из 9 концертов от Омска до Москвы, а также анонсировала выход третьего альбома. В июне 2016 года коллектив представил новый сингл «Скользим», а также видео на одноименную композицию. 7 октября 2016 года в свет вышел третий альбом группы, который получил название «Дети плохой погоды» — в него вошли 11 новых композиций, включая совместную работу с Варварой Визбор «Птица». В этот же день группа презентовала альбом в Южно-Сахалинске, откуда отправилась в гастрольный тур.
1 июня 2018 года группа возвращается с синглом «Прекрасна» и новым звучанием, определяющим стилистику будущего альбома. 7 октября группа представила вниманию свой четвертый лонгплей «Роза компас». В альбом вошли 11 композиций коллектива.
В 2018 году песня «Драматично» вошла в саундтрек к сериалу «Улица».
8 февраля 2019 г. группа Марсу Нужны Любовники продолжает историю «Роза компас» выпуском альбома ремиксов. Музыканты, принявшие участие в проекте: Ksky, Magic Surfer, Kly, Iner, Anton Romezz, Marco Lazovic, Matua&Bergau, Tasma, CrissCross, Cosmocomics и Bolgarin.
8 апреля 2019 г. вышел клип «Драматично». Клип-история молодой девушки, которая чувствует себя живой на сцене стрип-клуба, а в обычной жизни — наоборот.
7 июня вышел сингл на песню «Драматично». На сингле представлен ремикс от музыканта из Екатеринбурга Miike More.
25 октября 2019 г. вышел сингл «Выше». Предвестник нового альбома, который группа планирует выпустить весной 2020 г.
24 апреля 2020г. вышел сингл  «Вечный двигатель».
1 февраля 2021 на ТНТ состоялась премьера комедийного сериала «Отпуск» о том, с каким размахом россияне отдыхают на популярных курортах Краснодарского края. Саундтрек к первому эпизоду сериала записала группа «Марсу нужны любовники» - специально для «Отпуска» группа сделала пиано-версию своей известной песни «Ее глаза».  Идея включить песню «Ее глаза» в сериал «Отпуск» принадлежит его сценаристам Дмитрию Невзорову и Павлу Кривцу. Однако участники группы «Марсу нужны любовники» предложили авторам сериала перезаписать песню на новый, лиричный лад – так появилась версия с фортепианной аранжировкой, заново записанным вокалом и куплетом, которого нет в оригинальной версии трека. Саундтрек был записан там же, где и проходили съемки «Отпуска» - группа «Марсу нужны любовники» провела два дня в Геленджике вместе с актерами сериала Павлом Майковым, Демисом Карибидисом, Валей Карнавал и др.
25 февраля 2022г.  в очень тяжёлой новостной повестке вышел 5 альбом группы - «Умами». Музыканты  обсуждали, стоит ли его выпускать вообще, и решили, что все же надо. Только музыка спасёт этот безумный мир.
Иван Старцев об альбоме: «Пятый альбом группы рождался почти четыре года и это достаточно много для современных реалий, мы выбрали спокойный и неторопливый путь записи без всяких дедлайнов, у нас не было и надеюсь не будет никогда задачи сделать что-то только потому, что надо. Мы уже достаточно взрослые ребята и теперь хочется делать лучше, а не быстрее. Пятый альбом группы - это пятый вкус, известный как «Умами», он не кислый, не сладкий, двумя словами не резкий. Умами - это важнейший компонент в жизни каждого человека на земле и мы не смогли обозначить наш новый альбом как-то иначе».
16 декабря 2022г. вышел мини альбом "Мирно".

## Состав группы
- Иван Старцев — тексты, бас, гитара, клавиши, вокал
- Сергей Кузнецов — гитары, бас, клавиши, аранжировки, запись, вокал
- Андрей Чураков — вокал, тексты
- Игорь Шихов — ударные, бэк-вокал

## Бывшие участники
- Иван Данченко — ударные, перкуссия, гитара

## Дискография

### Студийные альбомы
- Цветное Все (2014)
- Ткань (2015)
- Дети плохой погоды (2016)
- Роза компас (2018)
- Умами (2022)
- Мирно (2022)

### Синглы
- Альпы Пальмы (feat. Илья Лагутенко) (2011)
- Хорошо в Риге (2012)
- Космос 1 (2013)
- Застелю цветами (2014)
- Ветер сдувает с крыш (2015)
- Теорема (2015)
- Её глаза (2015)
- Калиформисс (2015)
- Скользим (2016)
- Место (2016)
- Дом кино (2017)
- Космонавты (2017)
- Птица (feat. Варвара Визбор) (2017)
- Дальневосток (2017)
- Прекрасна (2018)
- Драматично (2019)
- Выше (2019)
- Вечный двигатель (2020)
- Пульсар (The Villars & Марсу Нужны Любовники) (2020)
- Её глаза (Piano Version) (2021)
- Бесконечно красиво (2021)
- Вреднее (feat. Феликс Бондарев) (2022)

### Сборники
- Ткань. Remixed (2016)
- Ремиксы плохой погоды (2017)
- Роза компас ремиксы (2019)
- Умами (ремиксы) (2022)

### Саундтреки
- Застелю цветами (боевик «Простая история»)
- Другие меридианы (сериал «Полицейский с Рублевки»)
- Драматично (сериал «Улица»)
- Её глаза (Piano Version) (сериал «Отпуск )

### Видеоклипы
- Далай Лама (2012)
- Ветер сдувает с крыш (2015)
- Её глаза (2015)
- Планы (2015)
- Скользим (2016)
- Дальневосток (2017)
- Место (2017)
- Драматично (2019)
- Вечный двигатель (2020)
- Бесконечно красиво (2022)
- Цветные сны (2022)